# Alfredo Azzaroni
Alfredo Azzaroni (Rimini, 24 ottobre 1922 – Milano, 12 ottobre 1992) è stato un politico, scrittore e giornalista italiano. Attivo nella sinistra socialista, autore negli anni Sessanta di libri di critica allo stalinismo e al clericalismo. Negli anni Settanta si è avvicinato all'Autonomia Operaia e primo direttore della rivista Metropoli. È il padre di Barbara Azzaroni, militante di Prima Linea, uccisa a Torino in uno scontro a fuoco con la Polizia nel 1979.

## Biografia

### La guerra, la Resistenza e la militanza politica
Alfredo Azzaroni, nato e cresciuto a Rimini, dopo il 1943 si avvicina alla Resistenza riminese con cui collabora con compiti di collegamento. Nel dopoguerra, si laurea in filosofia e milita nel Partito Socialista Italiano di Unità Proletaria (PSIUP), che nel 1947 riprende la denominazione di Partito Socialista Italiano (PSI). A Rimini, fa parte del Direttivo della Federazione del PSI. Con Liliano Faenza, Renato Zangheri e Sergio Zavoli, lavora presso un giornale locale vicino ai socialisti, "Ricostruzione", esprimendo posizione contraria alla politica del PSI sul fronte unitario tra socialisti e comunisti. È vicino a "Critica Sociale" dei turatiani Ugo Mondolfo e Giuseppe Faravelli, del quale sarà anche segretario a Milano nel biennio 1946-1947 quando Faravelli fa parte del Centro Interno del PSI.

### L'esperienza politica con Saragat e l'uscita dal partito
Nel 1947, nel corso della scissione del PSI e nella fondazione del Partito Socialista dei Lavoratori  Italiani (PSLI), si schiera dalla parte di Giuseppe Saragat (con Giuseppe Faravelli, Lucio Libertini, Livio Maitan) nella scissione dal PSI e nella fondazione del Partito Socialista Liberale Italiano (PSLI). Collabora come giornalista con “L'Umanità”, organo di stampa del PSLI. Nel 1949, in occasione dell'adesione dell'Italia alla Dottrina Truman e alla Nato - accettata anche da Saragat - insieme a Faravelli e Faenza, esce anche dal PSLI, sostenendo l'equidistanza da USA e URSS. Nel 1950 con Faenza aderisce alla Casa della Cultura di Rimini e al gruppo Partigiani per la pace, contrario al Patto Atlantico.

### Gli anni Cinquanta: il rientro nel PSI di Nenni
L'anno dopo sempre insieme a Faenza rientra nel PSI di Pietro Nenni, ritenendo in quella fase utile l'unità coi comunisti. Nel dopoguerra lavora per mantenersi, fino a quando nel 1950 ottiene una cattedra presso un liceo di San Marino, dove insegna fino al 1956. Nel 1956 vince una cattedra nelle Marche, poi a Forlì e Faenza. Nel PSI fa parte della Commissione Scuola. Dal 1950 al 1956 collabora con la rivista Mondoperaio.

### La pubblicazione di libri e riviste
Sono i fatti di Ungheria del 1956 ad allontanare definitivamente Azzaroni dallo stalinismo, pur continuando lui a sentirsi “comunista”. Il suo indirizzo politico viene indelebilmente influenzato dalla conoscenza, presso il Centro Educativo Italo Svizzero di Rimini, di Barbara Seidenfeld, compagna di vita di Pietro Tresso, nome di battaglia Blasco, partigiano trotskista ucciso in Francia nel 1943 in circostanze non ancora definitivamente appurate.
Proprio su Pietro Tresso, Alfredo Azzaroni pubblicherà nel 1962 il suo libro più famoso, Blasco. La riabilitazione di un militante rivoluzionario. La prefazione del libro è a cura di Ignazio Silone, la cui compagna fu Gabriella Seidenfeld, sorella di Barbara Seidenfeld.
Nel 1959 fonda a Rimini con Liliano Faenza la rivista “Rimini ‘59”, insieme ai primi radicali.
Nel 1961 pubblica Socialisti Anticlericali: uscite alcune anticipazioni su L'Espresso, il Nunzio apostolico aveva messo il veto, per cui il libro viene poi edito senza le illustrazioni più forti. Brani di questo libro sono in seguito stati pubblica sulla rivista “Il Mondo” di Mario Pannunzio.

### Gli anni Sessanta: il trasferimento a Bologna
Nel 1962 si trasferisce con la moglie e i due figli, Paolo e Barbara, a Bologna. All'inizio degli anni Sessanta dà vita con Faenza e altri al gruppo dei Socialisti autonomisti e in polemica coi socialcomunisti, pubblicando nel 1963 sulla rivista “Il Mulino” l'articolo “Cronaca di una battaglia autonomista”.
Nel 1963-64 collabora con il CESES - Centro Studi Economici e Sociali di Milano, un centro di studio sull'Unione Sovietica e i paesi dell'Est, esperienza che poi ripercorrerà con ironia nella pubblicazione “I grandi afgani. Confessioni di un sovietologo”, edita nel 1969.

### La compagna Anna Maria Granata

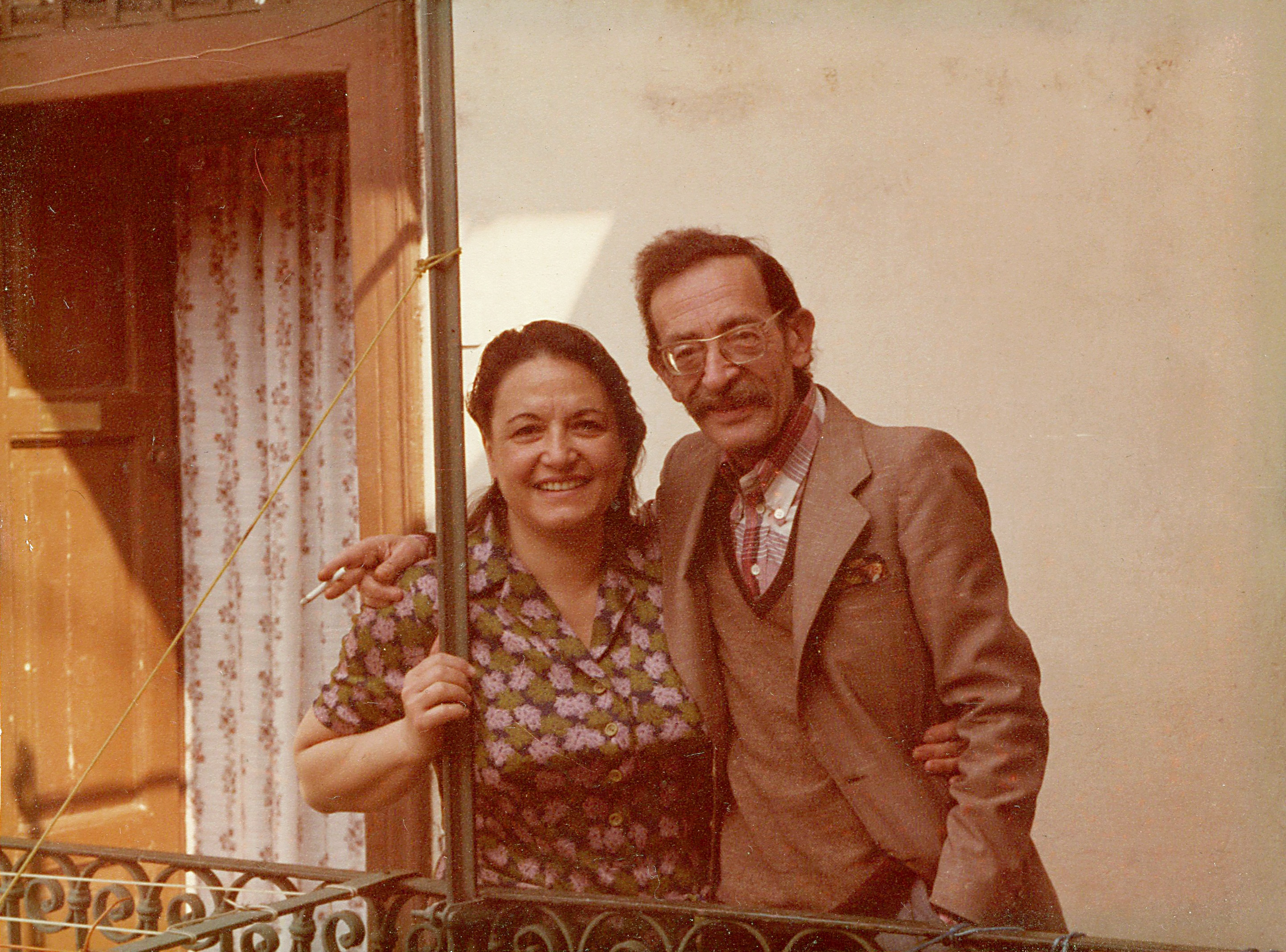
Alfredo Azzaroni e Anna Maria Granata

Nel 1963, nella commissione di un esame di maturità, conosce Anna Maria Granata, insegnante romana di Napoli, e nel 1964 lascia la moglie: Anna Maria sarà la sua compagna per tutta la vita. Vive a Roma con la seconda moglie, insegnando a Imola e a Frosinone. A Roma collabora come giornalista con “Il Tempo” recensendo autori sovietici. Nel 1968 cura la pubblicazione de “L'altra protesta. Antologia dell'inquietudine sovietica”, raccolta di poesie dei detenuti politici sovietici.
Si trasferisce quindi a vivere a Napoli con Anna Maria Granata e qui inizia la collaborazione alla redazione de “Il Mattino” di Napoli in qualità di editorialista. Negli anni napoletani è iscritto al PSI e partecipa al “Comitato laico” fino al Referendum per il divorzio (1974).

### Napoli, Potere Operaio e Autonomia Operaia
Gli anni napoletani sono i più intensi e gioiosi della sua vita, partecipando con Anna Maria Granata alle mobilitazioni sociali del 1968 - 1969 e inizio degli anni Settanta, insieme all' estrema sinistra, agli anarchici, ai maoisti e ai trotskisti. Nel 1972 si avvicina a Potere Operaio e, nel bienni 1972-1973 fa parte del Comitato Esecutivo. Con Potere Operaio partecipa alle lotte per la difesa dei posti di lavoro, nelle scuole e nei quartieri di Napoli. Dopo lo scioglimento del movimenti, collabora a Napoli con Autonomia Operaia a Napoli. Collabora con Soccorso Rosso, organizzando mobilitazioni nei processi in difesa delle famiglie che occupavano le case. Diffonde il periodico Rosso a Napoli. Collabora alla rivista Napolissimo, rivista per i tifosi della squadra calcistica del Napoli, con l'intento di rivendicare il calcio ai proletari napoletani, in contrapposizione agli industriali del Nord.

### Gli anni Settanta: Milano
A metà degli anni Settanta si trasferisce con Anna Maria Granata a Milano, dove entrambi insegnano al Liceo Donatelli, e continuando a partecipare, a tutto campo, alle mobilitazioni e alle lotte sociali. In quegli anni e nei successivi, partecipa, sempre insieme alla compagna Anna Maria, all'aspro dibattito che si sviluppa nella sinistra sulle lotte sociali e sul rapporto tra queste e la lotta armata.

### L'adesione dei figli alla lotta armata di estrema sinistra
Nel frattempo i figli Paolo e Barbara, che vivono a Bologna,  entrano a far parte della formazione armata di Prima Linea. Nel 1978 Anna Maria Granata, in un dibattito pubblico al Liceo Donatelli, afferma che il rapimento di Aldo Moro non deve far scordare le gravi responsabilità politiche dello stesso Moro : Alfredo e Anna Maria vengono sospesi dall'insegnamento. Vengono riammessi a scuola grazie a un'interpellanza dei deputati socialisti Achilli e Caldoro. Alfredo viene trasferito ad insegnare in una scuola superiore di Rho, Anna Maria vince un concorso alla scuola di Piazza Abbiategrasso a Milano, dove poi Alfredo ottiene un comando.
Nel febbraio 1979, la figlia Barbara Azzaroni, a 29 anni, aderente a Prima Linea ed entrata in clandestinità insieme al marito Maurice Bignami, viene uccisa dalla Polizia nello Scontro a fuoco del bar dell'Angelo di Torino. I funerali che si svolgono a Bologna il 6 marzo 1979, vedono la partecipazione di un grande corteo di militanti.

### La condanna della compagna Anna Maria Granata
Quando esce il primo numero della rivista Metropoli (giugno 1979), Alfredo Azzaroni è il direttore editoriale, ruolo che gli era stato offerto dai vertici di Autonomia Operaia, come poi ebbe a dire, come a un “utile idiota”. Pur critici verso la lotta armata, Alfredo e Anna Maria continuano a militare nelle lotte sociali e in Autonomia Operaia. L'11 aprile 1979 Anna Maria Granata viene arrestata nell'ambito del Processo 7 Aprile, con l'accusa di avere ospitato nell'appartamento a lei intestato dei latitanti, venendo successivamente condannata a una pena detentiva che sconterà tra il 1979 e il 1981 nelle carceri di Milano, Melfi, Brescia e Parma. Nel frattempo Anna Maria si dissocia dalla lotta armata, che ritiene con Alfredo rappresentare un gravissimo errore di valutazione politica. Nel 1981 il figlio Paolo, membro di Prima Linea, viene arrestato, e successivamente si rifugia in Francia.

### Anna Maria Granata in carcere
Mentre Anna Maria è in carcere, Alfredo scambia con lei un intenso epistolario, che – oltre ad essere una profonda testimonianza di amore - tratta della condizione del carcere, della solidarietà con i compagni, della critica alla lotta armata, delle ragioni della sinistra. Questo epistolario, rielaborato letterariamente, viene intitolato “Le galeranti” ed è qui che Alfredo e Anna Maria formulano la frase “Il comunismo sarà gioia o non sarà”, frase che sintetizza poeticamente la loro posizione di critica verso lo stalinismo e la lotta armata. Negli anni Ottanta Alfredo e Anna Maria tentano la pubblicazione del libro, senza successo.

### Gli anni Ottanta
Negli anni Ottanta, Alfredo Azzaroni, che nel frattempo insegna filosofia al Liceo Volta di Milano, fonda con Anna Maria Granata il Circolo Culturale “E il coccodrillo se lo mangiò”, che vuole contribuire all'uscita dall'emergenza post-terrorismo ripensando le motivazioni della sinistra, a partire dalla constatazione della sconfitta storica degli anni Settanta..
Il Circolo, nei circa 10 anni di attività, affronta i temi dell'uscita dall'emergenza, del bisogno di comunismo, della nascita delle cooperative nella Milano di inizio Novecento, della scuola pubblica, delle avanguardie e del rapporto tra cultura e politica. Nel 1987 muore la compagna Anna Maria Granata. Il Circolo prosegue la sua attività. Nel 1991-1992 ogni componente del Circolo racconta la propria vita, Alfredo incluso. Gli incontri settimanali del Circolo vengono tutti verbalizzati.
Nel 1992, prima di morire, Alfredo Azzaroni consegna il dattiloscritto originale de “Le galeranti” ai giovani del Circolo. Dopo aver tentato invano una pubblicazione, il dattiloscritto viene consegnato nel 2014 all'archivio della Fondazione Feltrinelli di Milano.
Il 12 ottobre 1992, Alfredo Azzaroni muore per un tumore alla gola, certamente favorito dai due pacchetti di sigarette Nazionali senza filtro che fumava ogni giorno dalla gioventù.

## Pubblicazioni e articoli
- Articolo: “Cultura e Resistenza”, in «Mondo Operaio» , VIII (1955) pp. 12, 17-19
- Socialisti Anticlericali, Parenti Editore, Firenze, 1961
- Blasco. La riabilitazione di un militante rivoluzionario, Azione Comune Edizioni, Milano, 1963
- Articolo “Cronaca di una battaglia autonomista”, Critica Sociale,n.7, luglio 1963, pp 619–626
- Prefazione al numero 11 della rivista "Sovietica", Edizioni Scientifiche Italiane, curato da Alfredo Azzaroni e Vladimiro Bertazzoni, (selezione di diciannove scrittori sovietici), Napoli, 1967
- L'altra protesta. Antologia dell'inquietudine sovietica (Autori Vari), Unione italiana per il progresso della cultura Edizioni, Roma, 1968
- I grandi afgani. Confessioni di un sovietologo, Istituto Editoriale del Mezzogiorno, Napoli, 1969

Altri riferimenti: 
- “Lettera a Saragat” di L. Faenza, A Azzaroni, L'Umanità, 13 aprile 1949, Tribuna Congressuale citato in Daniele Pipitone: “il socialismo democratico italiano fra la Liberazione e la legge truffa”, 2013, Ledizioni

Su Barbara Azzaroni:
- Progetto Memoria - La mappa perduta, Roma, Sensibili alle foglie, 1994. Voce Barbara Azzaroni e Matteo Caggegi, pag.301
- “Donne di piombo. Undici vite nella lotta armata” di Pino Casamassima. Ibs, 2005
- “I sovversivi. Storia di Mara Cagol, Walter Alasia, Barbara Azzaroni (…)” di Pino Casamassima. Ibs, 2011